# Wielki Wschód Masonerii Chilijskiej
Wielki Wschód Masonerii Chilijskiej (hiszp. Gran Oriente Masónico Chileno) – powstał 7 maja 1961 roku z połączenia Wielkiej Loży Słońce Wschodu Chile, Wielkiej Loży Lautariańskiej Chile i Wielkiej Masonerii Uniwersalnej Rytu Dawnego i Pierwotnego Memfis – Misraim. Obecnie zrzesza następujące loże:
- Fraternidad N°9 – Santiago
- Isis N°27 – Santiago
- Argos N°30 – Santiago
- Pleyades N°33 – Santiago
- José Victorino Lastarria N°17 – Cachapoal
- Hermes N°19 – Cachapoal
- Galileo Galilei N°1 – Valparaiso
- Génesis N°3 – Valparaiso
- Renacer N°24 – Valparaiso